# Platja Sota del Parador
La platja Sota del Parador és una platja situada en un entorn urbà del municipi de Llançà (Alt Empordà) situada al sud de la platja de Grifeu. Orientada a l'est, té una longitud de 30 m i una amplada mitjana de 5 m, de sorra fina i un pendent d'entrada a l'aigua moderat. No disposa de serveis. S'hi accedeix pel camí de ronda.